# Ласи Лапалајнен
Ласи Лапалајнен (енгл. Lassi Lappalainen; рођен 24. августа 1998) је фински професионални фудбалер који игра као крилни играч канадског клуба Монтреал на позајмици из италијанског клуба Болоња.

## Клупска каријера

### Рана каријера
Рођен у Еспо 1998. године,  започео своју фудбалску каријеру са Espoon palloseura (ЕПС) , а касније се преселио у ХЈК (ФК Хелсинки) младе репрезентације. Лапалајнен је играо у Клуби 04, резервном тиму ХЈК.

### ХЈК
2016. Лапалајнен је позван за први тим ХЈК. Дана 2. априла 2016. године дебитовао је у Veikkausliiga (Прва лига Финске у фудбалу) против IFK Mariehamn на стадиону Сонера, уместо Nnamdi Oduamadi-а у 90. минуту, кога је заменио тренер Mika Lehkosuo. 
21. јула 2017. Лапалајнен је позајмљен ФК РОПС Рованијеми-у за остатак сезоне Veikkausliiga.  Два дана касније постигао је свој прволигашки гол за РОПС само пет минута након што је дебитовао након што је изашао као замена. 

### Болоња
19. јула 2019. Лапалајнен је потписао за италијанску серију А за клуб Болоња. ХЈК Хелсинки је изјавио да је добио „значајну надокнаду“ и да је економски трансфер био у „првих 7 клупске историје ХЈК“.  

### Монтреал
25. јула 2019. објављено је да је Лапалајнен позајмљен клубу МЛС (Главна фудбалска лига), Montreal Impact-у, касније преименованом у ФК Монтреал, за остатак сезоне 2019. коришћењем новца за алокацију. Клуб има могућности продужења зајма до 30. јуна 2020. године, као и до 31. децембра 2020.  27. јула 2019, допринео је два поготка победи Montreal Impact-а са 4:0 над првопласираном Филаделфијом Унион на свом дебију у  Главној фудбалској лиги. 

## Међународна каријера
Лапалајнен је за фудбалску репрезентацију Финске дебитовао 8. јануара 2019. године у пријатељској утакмици против Шведске, као стартер. 
Лапалајнен је позван за УЕФА Еуро 2020 пријатељску утакмицу пред Еуро турнир против Шведске 29. маја 2021. 

## Статистика каријере

### Клуб
Ажурирано након утакмице игране 10. Nновембра 2020.
| Клуб                   | Сезона       | Лига          | Лига    | Лига   | Куп     | Куп    | Лига куп | Лига куп | Континентални | Континентални | Остало  | Остало | Укупно  | Укупно |
| Клуб                   | Сезона       | Дивизија      | Наступи | Голови | Наступи | Голови | Наступи  | Голови   | Наступи       | Голови        | Наступи | Голови | Наступи | Голови |
| ---------------------- | ------------ | ------------- | ------- | ------ | ------- | ------ | -------- | -------- | ------------- | ------------- | ------- | ------ | ------- | ------ |
| HJK                    | 2015         | Veikkausliiga | 0       | 0      | 0       | 0      | 1        | 0        | 0             | 0             | –       | –      | 1       | 0      |
| HJK                    | 2016         | Veikkausliiga | 14      | 0      | 1       | 0      | 4        | 0        | 0             | 0             | –       | –      | 19      | 0      |
| HJK                    | 2017         | Veikkausliiga | 0       | 0      | 5       | 1      | 0        | 0        | 1             | 0             | –       | –      | 6       | 1      |
| HJK                    | 2019         | Veikkausliiga | 16      | 3      | 5       | 1      | 0        | 0        | 1             | 2             | –       | –      | 22      | 6      |
| HJK                    | Total        | Total         | 30      | 3      | 11      | 2      | 5        | 0        | 2             | 2             | 0       | 0      | 48      | 7      |
| Klubi 04               | 2015         | Kakkonen      | 14      | 7      | 0       | 0      | 0        | 0        | 0             | 0             | –       | –      | 14      | 7      |
| Klubi 04               | 2016         | Kakkonen      | 5       | 1      | 0       | 0      | 0        | 0        | 0             | 0             | –       | –      | 5       | 1      |
| Klubi 04               | 2017         | Kakkonen      | 2       | 2      | 0       | 0      | 0        | 0        | 0             | 0             | –       | –      | 2       | 2      |
| Klubi 04               | Total        | Total         | 21      | 10     | 0       | 0      | 0        | 0        | 0             | 0             | 0       | 0      | 21      | 10     |
| RoPS (loan)            | 2017         | Veikkausliiga | 13      | 4      | 0       | 0      | 0        | 0        | 0             | 0             | –       | –      | 13      | 4      |
| RoPS (loan)            | 2018         | Veikkausliiga | 26      | 8      | 5       | 3      | 0        | 0        | 0             | 0             | –       | –      | 31      | 11     |
| RoPS (loan)            | Total        | Total         | 39      | 12     | 5       | 3      | 0        | 0        | 0             | 0             | 0       | 0      | 44      | 15     |
| Montreal Impact (loan) | 2019         | MLS           | 11      | 5      | 0       | 0      | 0        | 0        | 0             | 0             | 4       | 0      | 15      | 5      |
| Montreal Impact (loan) | 2020         | MLS           | 14      | 4      | 0       | 0      | 0        | 0        | 0             | 0             | 0       | 0      | 1       | 0      |
| Montreal Impact (loan) | Total        | Total         | 25      | 9      | 0       | 0      | 0        | 0        | 0             | 0             | 4       | 0      | 29      | 9      |
| Career total           | Career total | Career total  | 115     | 34     | 16      | 5      | 5        | 0        | 2             | 2             | 4       | 0      | 142     | 41     |

### Међународна
Ажурирано након утакмице игране 16. јуна 2021.
| репрезентација | Године | Апликације | Циљеви |
| -------------- | ------ | ---------- | ------ |
| Финска         | 2019   | 7          | 0      |
| Финска         | 2020   | 0          | 0      |
| Финска         | 2021   | 2          | 0      |
| Укупно         | Укупно | 9          | 0      |

## Успеси
Монтреал
- Канадско првенство : 2019 [14]